# Solonyzja (Lubny)
Solonyzja (ukrainisch Солониця; russisch Солоница Soloniza) ist ein Dorf in der ukrainischen Oblast Poltawa mit 1000 Einwohnern (2001).

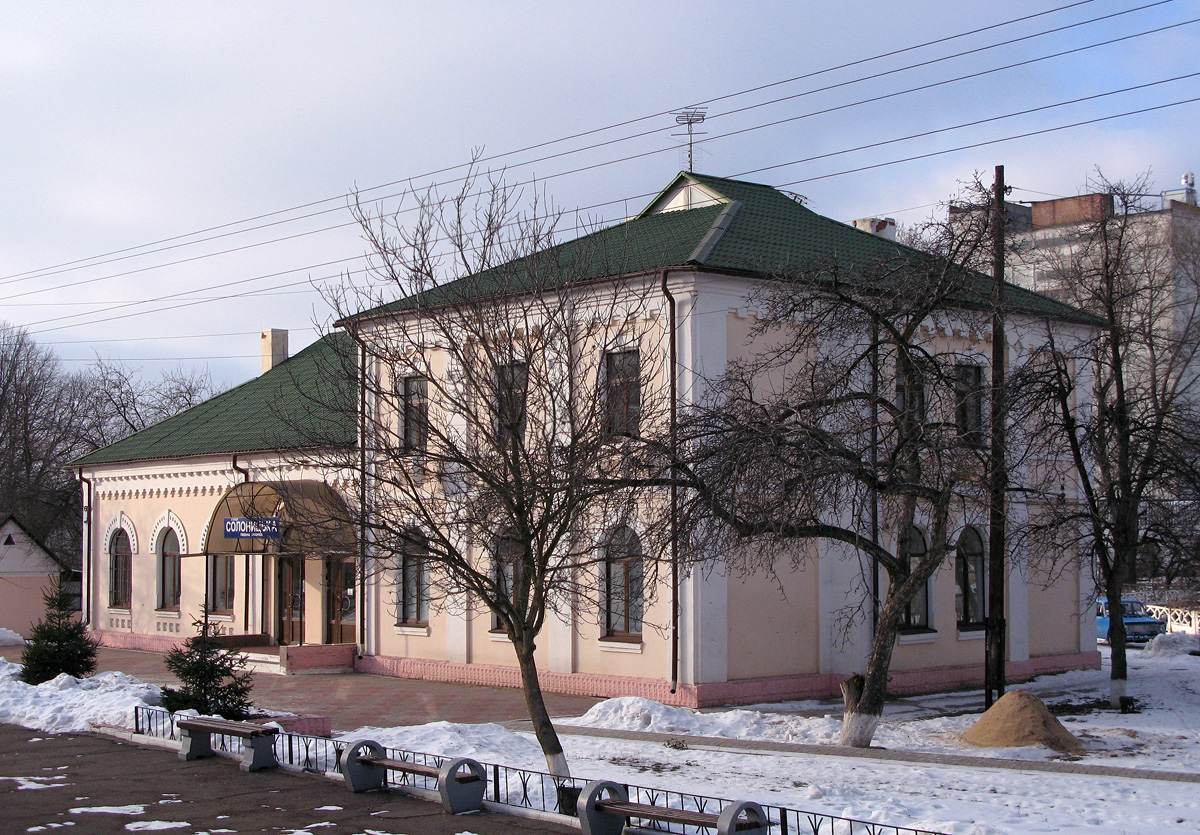
Bahnhof im Ort

Solonyzja liegt im Rajon Lubny am linken Ufer der Sula und an der Fernstraße M 03. Das Dorf besitzt eine Bahnstation an der Bahnstrecke Kiew–Poltawa.
Solonyzja befindet sich 9 km südöstlich vom Rajonzentrum Lubny und etwa 140 km nordwestlich vom Oblastzentrum Poltawa.
Am 12. Juni 2020 wurde das Dorf ein Teil der neugegründeten Stadtgemeinde Lubny, bis dahin war es ab dem 10. August 2016 ein Teil der Landgemeinde Sassullja (Засульська сільська громада/Sassulska silska hromada) bzw. vor 2016 ein Teil der Landratsgemeinde Sassullja im Süden des Rajons Lubny.

## Geschichte
Bei Solonyzja fand 1596 mit der Schlacht bei Solonyzja die entscheidende Schlacht des Nalywajko-Aufstandes zwischen Kosaken und Polen statt, in deren Verlauf der Hetman Hryhorij Loboda ermordet wurde.

## Söhne und Töchter
Im Dorf kam der ukrainische Schriftsteller und Übersetzter Wassyl Barka (1908–2003) und der ukrainische Banduraspieler und Volksmusiker Jewhen Adamzewytsch (1904–1972) zur Welt.